# A Beautiful Lie (single)
A Beautiful Lie is een nummer van 30 Seconds to Mars. Het werd uitgebracht als de vierde single van het tweede studioalbum A Beautiful Lie.

## Achtergrondinformatie
Aan het einde van de vorige videoclip From Yesterday werd het beginstukje gespeeld van A Beautiful Lie. Hierdoor dacht men dat dit nummer de volgende single zou worden, en dit bleek te kloppen. Op 2 mei 2007 werd bevestigd op de website van de band dat "A Beautiful" Lie uitgebracht zou worden als de nieuwe single. Voor deze persbericht had de band hun fanbase gevraagd te kiezen tussen A Beautiful Lie en The Fantasy. Beide nummers bevatten een boodschap die ze wilden laten horen.

## Videoclip
EMI Japan maakte bekend dat de videoclip geschoten is op Alaska en op de Noordpool. Jared Leto, zanger van de band zei echter dat de band sinds 29 augustus 2007 begonnen was met het opnemen van een videoclip die volledig in Groenland is opgenomen, 200 kilometer boven de poolcirkel. Leto zei ook dat de video milieuvriendelijk is en voor elke download van de video, een bijdrage naar een goed doel gaat dat zich inzet voor het milieu. Op MTV werd op 30 december 2007 in de Verenigde Staten een making of van de video uitgezonden. De release van de video is meerdere malen uitgesteld en ging op 28 januari 2008 in première op MySpace. Aan het begin van de bijna acht minuten durende video geeft Leto een introductie en vervolgens vertelt een Inuit over de impact van de opwarming van de Aarde op hun leven. Dan begint het nummer en zijn er scènes waar de band het nummer gezamenlijk speelt op een berg en ook scènes waar de drie bandleden het nummer afzonderlijk op een berg spelen.
In week 3 is de clip op TMF in première gegaan en van vrijdag 1 februari tot vrijdag 8 februari 2008 was de clip TMF Superclip.

## Release
Hoewel de single in de Verenigde Staten al uitgebracht is, is het nog onzeker of het nummer internationaal in de schappen gaat liggen. Dit ondanks het feit dat de videoclip van A Beautiful Lie veel airplay kreeg op de Nederlandse muziekzenders.

## Tracklist

### Cd-single
1. "A Beautiful Lie" (Single Shot) — 04:05
2. "A Beautiful Lie" (Half Calf) — 03:50

### Ep
1. "A Beautiful Lie" (Half Calf) — 03:50
2. "A Beautiful Lie" (albumversie) — 04:05
3. "A Beautiful Lie" (akoestisch) — 03:41
4. "Attack" (Live at CBGB) — 04:14